# Carbamoylphosphat-Synthetase I
Carbamoylphosphat-Synthetase I (CPS1) ist das Enzym, das die Addition von Ammoniak, Kohlenstoffdioxid und ATP zu Carbamoylphosphat katalysiert. Diese Reaktion findet in den Mitochondrien der Wirbeltiere statt und ist der geschwindigkeitsbestimmende Schritt des Harnstoffzyklus. Beim Menschen ist CPS1 hauptsächlich in der Leber und im Dünndarm aktiv. Mutationen im CPS1-Gen können zu CPS-Mangel und dieser zu Hyperammonämie und pulmonaler Hypertonie des Neugeborenen führen. Eine Variante ist mit dem Risiko bei Neugeborenen für Argininmangel und nekrotisierende Enterokolitis assoziiert.
Die CPS1-Transkription wird sowohl über cAMP-, als auch Glucocorticoid-Signalwege gesteuert. Die Expression von CPS1 ist in den drei menschlichen Leberkarzinom-Zelllinien unterdrückt. CPS1 ist mit dem Antigen des in der Chirurgie eingesetzten Hep Par 1-Antikörpers identisch.

## Katalysierte Reaktion
{\displaystyle \mathrm {HCO_{3}^{-}+ATP\longrightarrow } } {\displaystyle \mathrm {ADP+HO{-}COO{-}PO_{3}^{2-}} }
{\displaystyle \mathrm {HO{-}COO{-}PO_{3}^{2-}+NH_{3}+OH^{-}\longrightarrow } } {\displaystyle \mathrm {HPO_{4}^{2-}+H_{2}N{-}COO^{-}+H_{2}O} }
{\displaystyle \mathrm {H_{2}N{-}COO^{-}+ATP\longrightarrow } } {\displaystyle \mathrm {ADP+H_{2}N{-}COO{-}PO_{3}^{2-}} }
Die in drei Teilschritten erfolgende Reaktion setzt insgesamt zwei Moleküle ATP und je ein Molekül Ammoniak und Kohlenstoffdioxid zu zwei Molekülen ADP und je einem Molekül Carbamoylphosphat und Phosphat um.